# Atavizmus
Az atavizmus a biológiában az ősökre való visszaütést jelent. Olyan anatómiai, vagy viselkedési jellemzők felbukkanása, amelyek nemzedékekkel korábban eltűntek, ezért gyakran fejlődési rendellenességnek tekintik. A csökevényes szervekkel együtt az evolúció fő bizonyítékai közé tartozik. Kialakulhat úgy, hogy mutáció révén újra működni kezdenek a régebben kikapcsolódott gének; másik oka lehet a magzati, vagy a tojásbeli fejlődés lerövidülése. A jegyek száma változhat attól függően, hogy a fejlődés lerövidült, vagy meghosszabbodott-e. A kifejezést Hugo de Vries vezette be a szakirodalomba 1901-ben.
A társadalomtudományokban az atavizmus egy kulturális jelenség, amelynek során az emberek visszatérnek a régebbi korok gondolkodásmódjához, viselkedésmintáihoz. Eredete a latin atavus, amely a szépapát, tehát az ötödik őst (lásd Rokonság), vagy tágabb értelemben az ősöket jelöli.

## Példák
Az evolúció során egyes gének hatása anélkül tűnik el, hogy ezek a génkészletből is eltűnnének. A génnek van egy kicsi, de pozitív esélye fennmaradni nemzedékek hosszú során át. Amíg nem mutálódik szét, addig a génkifejeződés kisebb hibája miatt újra lehetőséget kaphat a kifejeződésre. Az alvó gének egyes esetekben mesterséges beavatkozással is felébreszthetők.
A megfigyelt példák közé tartozik:
- A kígyók és a cetek hátsó lába[1]
- A delfinek hátsó uszonya[1]
- Lovak extra ujjai
- Szarvasmarhák fölös patái, tehát három pata egy lábon.
- Csirkék fogai[4]
- A Hieracium pilosella virágos növény vagy a Crotoniidae bolhák ivaros szaporodása
- Az Antirrhinum nemzetségcsoportba tartozó növényeknél sugaras szimmetriájú virág a kétoldalian szimmetrikus helyett.
- A kőris egyszer vagy legfeljebb háromszor tagolt levelei.
- Kaktuszok fejlett levelei
- Viselkedési atavizmus a házi veréb gömb alakú, a szövőmadarakra emlékeztető fészke

Ezeknek az anatómiai jegyeknek nincs kifejezett funkciójuk, és nemzedékek óta eltűntek. A növények atavizmusait a 19. század óta kutatják, mégis kevéssé ismertek. Atavizmusok felléphetnek gombáknál, baktériumoknál vagy protistáknál is, de nehezen különböztethetők meg az újonnan kialakult jellegektől a nagy változatosság és a tisztázatlan leszármazás miatt.

### Emberek
Az atavizmust az embereken is megfigyelték. Ismert példa a farokkal születés. Vannak emberek, akiknek akkorák a fogaik, mint más főemlősöknek.  Az orvosi szakirodalomban ismert a kígyószív, amit hüllőszerű koronáris keringés és myocardialis felépítés jellemez. További atavizmusok a Darwin-dudor, az erős szőrzet, a fölös mellek, a hímvessző papillomatosisa és az erős farokcsont.

## Okai
Az atavizmusoknak ezek az ismert okai:
- A gátló mechanizmusok megváltozása: akadályozott fajspecifikus differenciálódás, különösen a régebbi jellemzők újbóli megjelenése az embrió által átfutott szervképződési szakaszon.
- Mutáció: Bizonyos gének visszamutálódása, vagy a génszabályozás megváltozása miatt alvó gének aktiválódása
- Hibrid atavizmus: a közeli rokon fajokkal való keveredés után a fajok közös ősére utaló jellegzetességek ismételt megjelenése

## Kulturális atavizmus
Az atavizmus szót időnként a kultúra témakörében is használják. Egyes társadalomtudósok a régebbi, ősibb tendenciák visszatérését nevezik így, például a klánokba való tömörülést. A feltámadó atavizmus az a hiedelem, hogy a modern kor embere visszatér a korábbi korok gondolkodásmódjához és cselekvési mintáihoz. A szociológusok leginkább az erőszakra használják.
Az újpogányok szintén ezeket a szavakat használják a világi berendezkedésű fejlett társadalmakra, amelyeket jellemez a természetvédelem felfutása, a tudományok gyors fejlődése, és a liberalizáció. Ebben a környezetben visszaszorul a kereszténység, és előretörnek a régi korok vallásain alapuló mozgalmak. Így hivatkoznak az okkultizmusra és a spritualizmusra is, amelyek erőszakot is szülnek. A Lords of Chaos című könyvben Skandinávia-szerte felgyújtják a templomokat, így emlékeztetve arra, hogy a keresztények évszázadokon át üldözték és elnyomták a pogányokat.
Joseph Schumpeter az első világháborút is atavizmusként magyarázza. Azzal védi a nemzetközi liberalizált kapcsolatokat, hogy egy nemzetközi kereskedelemre épülő gazdaságban a háború költséges, és csak rombolni tud, ezért nem is törhetne ki. Éppen ezért az első világháború atavizmus volt, amit a régebbi korok módján kormányzott országok (Osztrák–Magyar Monarchia, Németország, Oroszország, Törökország) kényszerítettek rá a liberális világra, tehát nem a liberális berendezkedés okozta. Ezzel az elgondolással a nemzetközi kereskedelem és a liberalizmus simító hatással van a konfliktusokra, és egy ilyen világban mindent gazdasági vagy diplomáciai úton oldanak meg.
Hunter S. Thompson sokat használta az atavisztikus viselkedés kifejezést, annyira, hogy ez a kifejezés még mindig hozzá kapcsolódik.

## Története
Az evolúcióelmélet elfogadása és a modern genetika kialakulása közötti időben már használták az atavizmus szót az ősökre való visszaütés értelemben, tehát egy nemzedékek óta eltűnt tulajdonság újra felbukkanására. Gyakran használták a primitív szerkezetek megjelenésére is.
A szociáldarwinisták gyakran használták ezt a kifejezést arra, hogy az alsóbbrendű fajok és emberfajták több atavizmust mutatnak, mint a fejlettebbek. Haeckel elméletével együtt az evolúciót folytonos fejlődésnek, vagyis egyre bonyolultabb felépítés és nagyobb ügyesség irányába vezető útnak tekintették.
Cesare Lombroso olasz kriminológus szerint a bűnözők több atavisztikus jellegzetességet mutatnak, mint a többi ember, és igyekezett ezeket a jegyeket beazonosítani. Ha egy jellegzetességet különösen gyakorinak talált a bűnözőknél, akkor azt primitívnek, atavisztikusnak minősítette. Bizonyítottnak tekintette, hogy ezek a jegyek primitív, bűnöző viselkedést váltanak ki. Azóta megcáfolták a statisztikai bizonyítékait és az eugenetikát, ami közel állt az elméletéhez. Ennek ellenére nem nélkülözi a tudományos alapot az, hogy az alany fizikai vonásai hatnak a viselkedésére is.
Az atavizmus genetikai gyökerű, ezért tenyésztéssel felhalmozható. Ezt visszatenyésztésnek is hívják. Az angolul Heck cattle-nak nevezett marhafajta az őstulkok visszatenyésztési kísérletének eredménye.

## Linkek
Az ember atavizmusai
- Emberi farok röntgenképekkel[halott link] (angol, PDF, 386 KiB)

Atavizmusok az állatvilágban
- Szarvasmarha harmadik patája
- Atavizmus és csökevényes szervek

Növényi atavizmusok
- Virágok
- Tagolatlan kőrislevél